# 庐山铁角蕨
庐山铁角蕨（学名：Asplenium gulingense）为铁角蕨科铁角蕨属下的一个种。

## 扩展阅读
維基物種上的相關：庐山铁角蕨